# 도요카와촌 (시마네현)
도요카와촌(豊川村)은 시마네현 미노군에 있던 촌이다. 현재의 마스다시에 해당한다.